# Сидни Парк
Сидни Парк (енгл. Sydney Park; Беркли, 31. октобар 1997) америчка је глумица и комичарка.

## Ранији живот
Рођена је 31. октобра 1997. године у Берклију. Отац јој је Корејац, а мајка Афроамериканка. Тренутно живи у Лос Анђелесу.